# CD-Text

Logo des CD-Text-Standards

CD-Text ist eine Erweiterung einer Audio-CD (genauer eine Erweiterung des Red Book der Audio-CDs), welche textuelle Informationen enthält wie Titel, Interpret und Namen der einzelnen Musikstücke. Einige CD-Spieler können während des Abspielens diesen Text anzeigen. Die Abspielbarkeit auf Geräten, die keinen CD-Text unterstützen, wird dabei in der Regel nicht beeinträchtigt. Bei einigen, überwiegend älteren CD-Spielern kann sich der Zugriff auf Tracks durch CD-Text verlängern.

## Technik
Der Text wird immer in den R-W-Subcodes der CD in Form des Interactive Text Transmission System (ITTS) gespeichert (welches auch bei DAB und MiniDisc zum Einsatz kommt) und kann sich an zwei möglichen Positionen befinden: im Lead-in der CD oder parallel zur Musik.
Im ersten Fall stehen etwa 5 KB für die Daten zur Verfügung. Dieses ist der normale Speicherort für Titelinformationen. Dieser Bereich kann auch von den meisten CD-ROM-Laufwerken ausgelesen werden, da die MMC-Spezifikation entsprechende Befehle vorsieht. Die dafür notwendige Erweiterung des MMC-Standards geht auf einen Vorschlag der Firma Sony zurück.
CD-Text-Daten, die parallel zur Musik aufgezeichnet werden, sind zurzeit nicht vorgesehen. Es gibt jedoch CDs, die in den R-W-Subcodes innerhalb der Tracks Daten enthalten, die von einigen wenigen Laufwerken gelesen werden können und daher eher nicht gebräuchlich sind. Die hier vorhandenen 31 MB werden für Anwendungen, wie CD+G (CDs mit zusätzlichen Bildern, z. B. für Karaoke) verwendet.
Die maximale Anzahl an Zeichen, die CD-Text besitzen darf, ist beschränkt. Es können für den Tracktitel maximal 64 Zeichen, und für den Künstler ebenfalls 64 Zeichen verwendet werden. Für Albumtitel und Albumkünstler gibt es keine offensichtliche Begrenzung. Dabei darf aber die Gesamtanzahl der Zeichen auf der Disk nicht mehr als 3024 Zeichen betragen. Andernfalls wird kein CD-Text im Display angezeigt. Gleiches gilt auch, wenn Trackkünstler oder Tracktitel mehr als 64 Zeichen haben; dann verweigern viele CD-Spieler die Anzeige von CD-Text. Das Format der Zeichenkodierung wird (bei Speicherung der Daten im Lead-in) im Pack Type Indicator ID1 für Albumtitel, Sänger, Songschreiber, Komponist, Arrangeur und Anbieter angegeben. Definierte Werte sind dabei 0 (ISO 8859-1), 1 (ISO 646 = 7 Bit ASCII), 0x80 (Japanisch), 0x81 (Koreanisch) und 0x82 (Chinesisch), wobei in der Spezifikation genaue Angaben fehlen, welche Art der Kodierung sich hinter der Koreanischen und Chinesischen Variante verbergen („to be defined“). Als Standard wird 0 (ISO 8859-1) eingesetzt, was von praktisch allen Brennprogrammen und CD-Abspielgeräten vorausgesetzt wird.
Sonderzeichen und Umlaute können verwendet werden. Je nach Art des Displays beim Abspielgerät (Punktmatrix oder Segmentdisplay) kann es vorkommen, dass die Sonderzeichen als Leerzeichen dargestellt werden. Kleinbuchstaben werden bei Segmentdisplays grundsätzlich groß angezeigt.

## Anwendung
Schreiben: Die meisten Brennprogramme unterstützen das Schreiben von CD-Text im Lead-in. Häufig muss dieses jedoch extra aktiviert werden. Die CD muss dazu im SAO- oder DAO-Modus (empfohlen) bzw. im Raw-Mode gebrannt werden. Wird der RAW-Modus verwendet, dann ist die Erzeugung von CD-Text auch auf nicht für CD-Text vorgesehenen Geräten möglich.
Lesen: Zum Anzeigen des CD-Textes sind spezielle Abspielgeräte mit entsprechender Unterstützung erforderlich, über die beispielsweise fast alle moderneren Autoradios verfügen. Durch eine Aktualisierung der Firmware (sofern möglich) wäre auch für herkömmliche CD-Spieler eine Nachrüstung dieser Funktion möglich, allerdings steht ihr hier meistens die fehlende Anzeigemöglichkeit für Buchstaben entgegen. Nahezu alle CD-Brennprogramme ermöglichen es, beim Kopieren CD-Text auf Basis der Informationen aus CDDB bzw. freedb hinzuzufügen.

### Kommandozeile
Auf der Linux-Kommandozeile kann man mit Hilfe des im icedax-Pakets enthaltenen cdda2wav-Programms:
```
$ cdda2wav -J -v titles -D /dev/sr0 
Type: ROM, Vendor 'ATAPI   ' Model 'iHAS524   A     ' Revision 'BL2J' MMC+CDDA
569344 bytes buffer memory requested, 4 buffers, 55 sectors
#icedax version 1.1.11, real time sched., soundcard, libparanoia support
CDINDEX discid: TbQEPRnVPidhqKSD.48c1zlPxVY-
CDDB discid: 0xfe104621
CD-Text: detected
CD-Extra: not detected
Album title: '04: Leben der Ritter / Mächtige Burgen' [from  ]
Track  1: 'Thema 1: Ritter'
Track  2: 'Thema 1: Was sind Ritter?'
Track  3: 'Thema 1: Das Training der Ritter'
Track  4: 'Thema 1: Was ist ein sogenanntes Gestech?'
Track  5: 'Thema 1: Die Ausbildung zu einem Ritter'
```

## Kommerzielle CDs
Eine zunehmende Anzahl von Kauf-CDs enthält CD-Text. Dazu gehören vor allem diejenigen der Firma Sony Music, welche seit April 1997 mit CD-Text versehen sind.